# Catedral de Santa María de la Inmaculada Concepción (Lafayette)
La Catedral de Santa María de la Inmaculada Concepción  (en inglés: Cathedral of Saint Mary of the Immaculate Conception) es la catedral de la diócesis de Lafayette en Indiana en Indiana, Estados Unidos. Se encuentra en el 1207 de la calle Columbia en Lafayette.
La congregación comenzó en 1843, cuando un pequeño grupo de familias católicas irlandesas en la zona se reunieron para la misa en un espacio alquilado. Al año siguiente, reunieron suficiente dinero para construir su propio edificio. La Iglesia de los Santa María y Santa Marta se situó en la intersección de las calles Quinta y Brown y se completó en 1846. En 1850, una escuela fue construida en un terreno adyacente, que quedó bajo administración de las Oblatas de la Providencia en 1858.
En 1860, un feligrés donó una parcela de tierra en la calle de Columbia al pastor reverendo Edmund Kilroy para la construcción de una iglesia, casa parroquial y la escuela. La iglesia de estilo gótico fue abierta el 15 de agosto de 1866.
En 1944, la Diócesis de Lafayette en Indiana fue creado dividiendo la Diócesis de Fort Wayne y la Iglesia de Santa María fue elegida como la catedral de la nueva diócesis. La catedral ha sufrido una serie de cambios que incluye una redecoración de interiores y la adición de un salón social en 2001. 